# Slap, Sevnica
Slap este o localitate din comuna Sevnica, Slovenia, cu o populație de 20 de locuitori.